# بويانوفاتس
بوجانوفاك (Бујановац) هي مدينة في مقاطعة وسط صربيا في صربيا.

## معرض صور

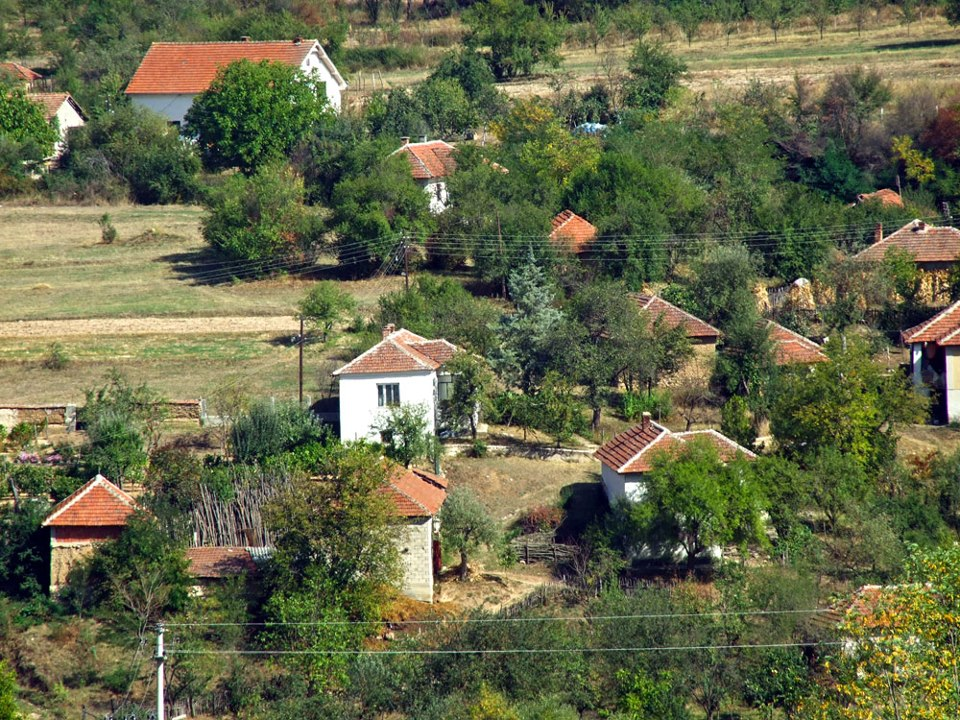
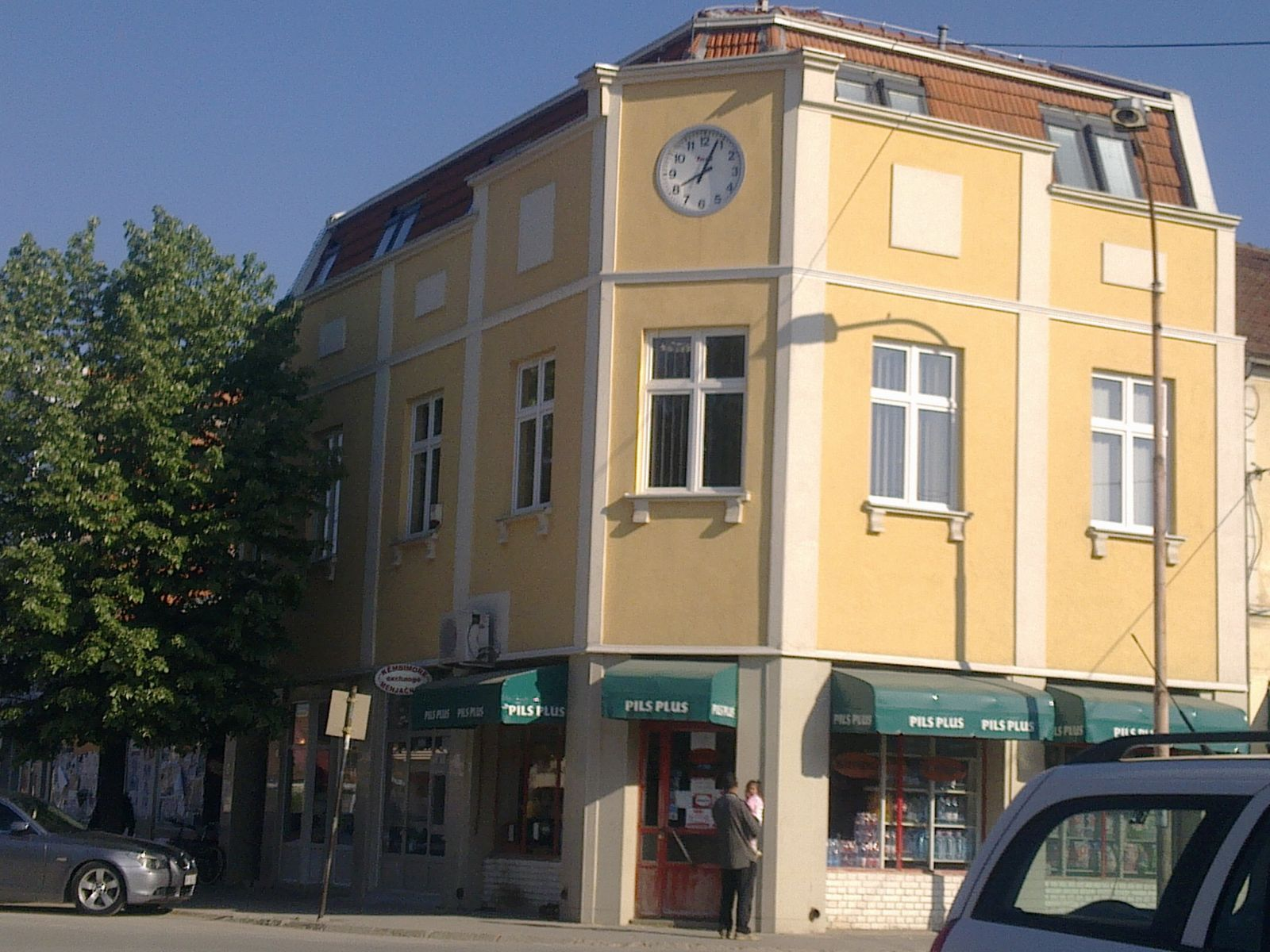
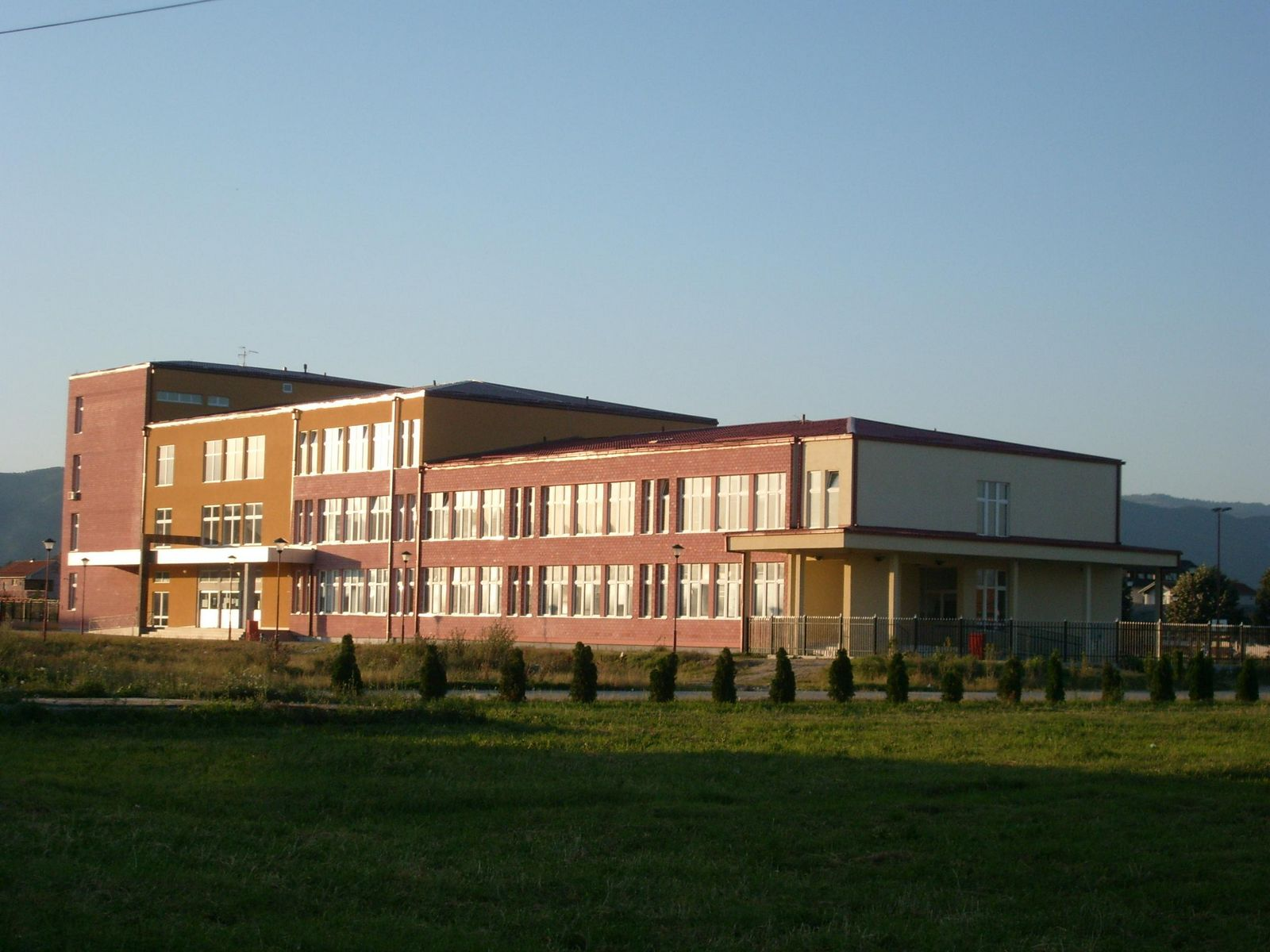